# Filip Gustavsson
Filip Gustavsson (ur. 7 czerwca 1998 w Skellefteå, Szwecja) – szwedzki hokeista, gracz NHL, reprezentant Szwecji.

## Kariera klubowa
- Luleå HF (25.01.2016 - 16.06.2017)
- Pittsburgh Penguins (16.06.2017 - 24.02.2018)
- Ottawa Senators (24.02.2018 - 12.07.2022)
  -  Belleville Senators (2018 - 2022)
  -  Södertälje SK (2020 - 2021)
- Minnesota Wild (12.07.2022 -

## Kariera reprezentacyjna
- Reprezentant Szwecji na MŚJ U-18 w 2016
- Reprezentant Szwecji na  MŚJ U-20 w 2017
- Reprezentant Szwecji na  MŚJ U-20 w 2018
- Reprezentant Szwecji na MŚ w 2018

## Sukcesy
Reprezentacyjne
- Srebrny medal z reprezentacją Szwecji na MŚJ U-18 w 2016
- Srebrny medal z reprezentacją Szwecji na MŚJ U-20 w 2018
- Złoty medal z reprezentacją Szwecji na MŚ w 2018